# St.-Johannis-Kloster (Lübeck)

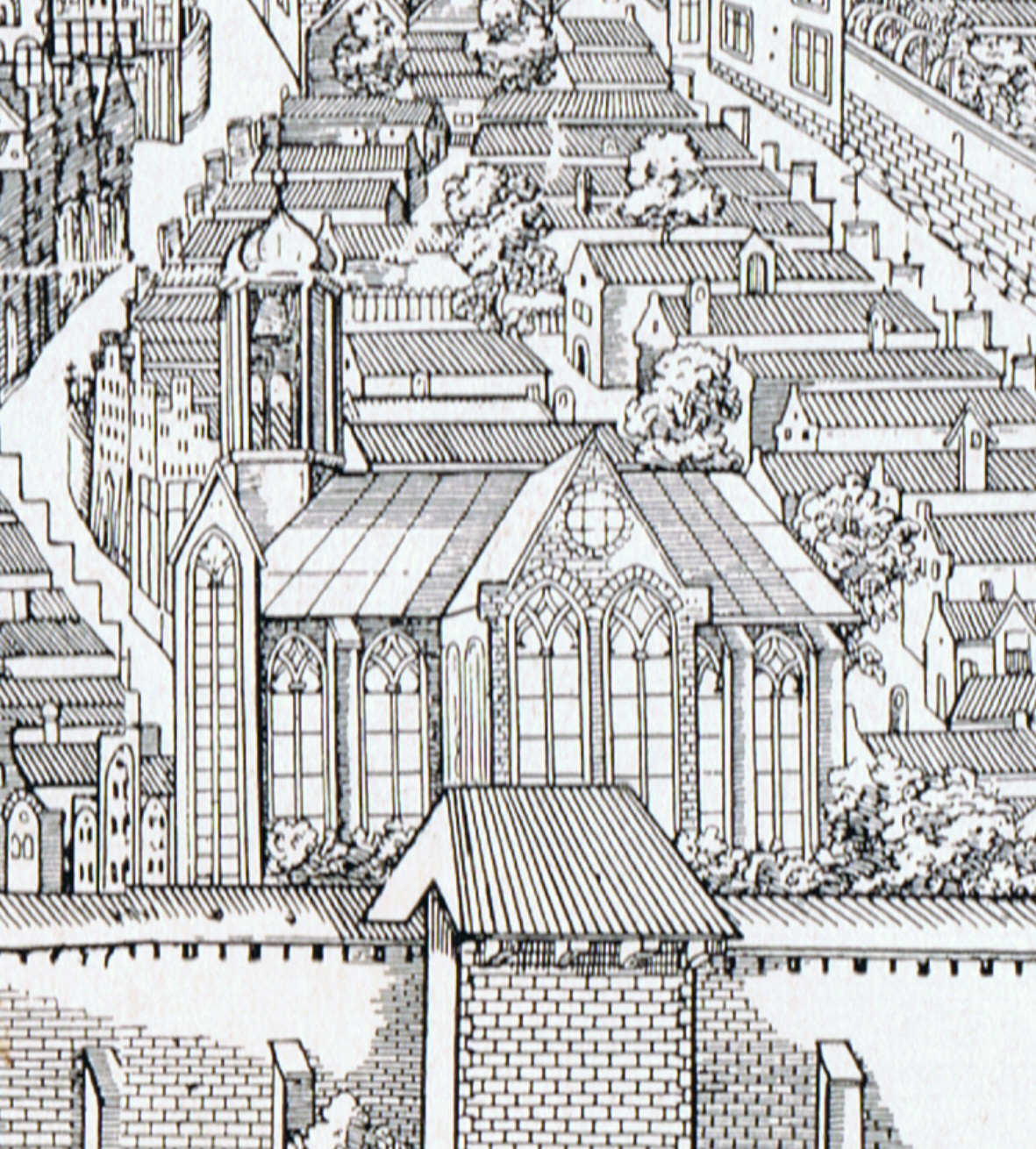
Die Kirche des St.-Johannis-Klosters auf der Lübecker Stadtansicht des Elias Diebel von 1552

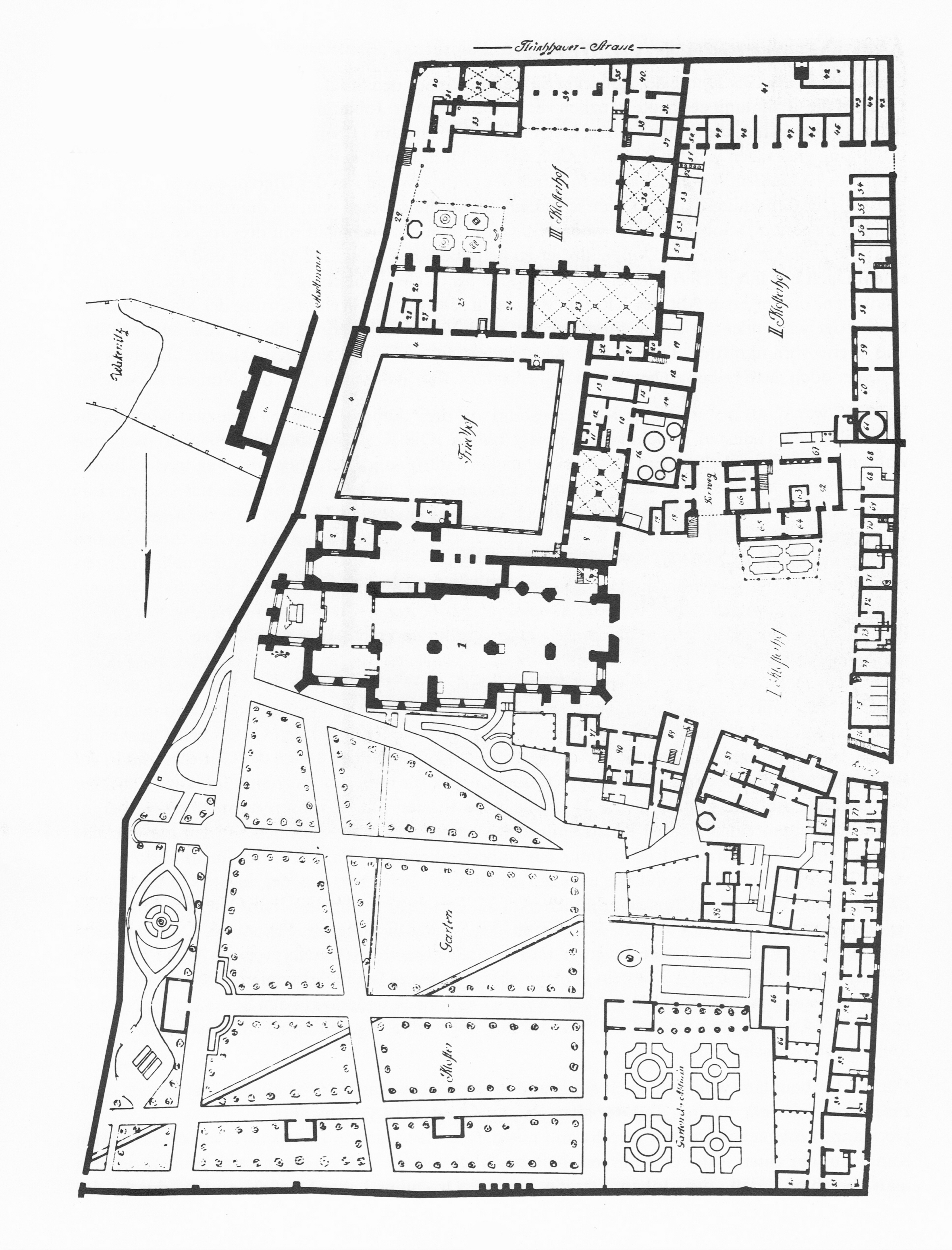
Grundriss des St.-Johannis-Klosters (1805) – am oberen Rand die Fleischhauerstraße

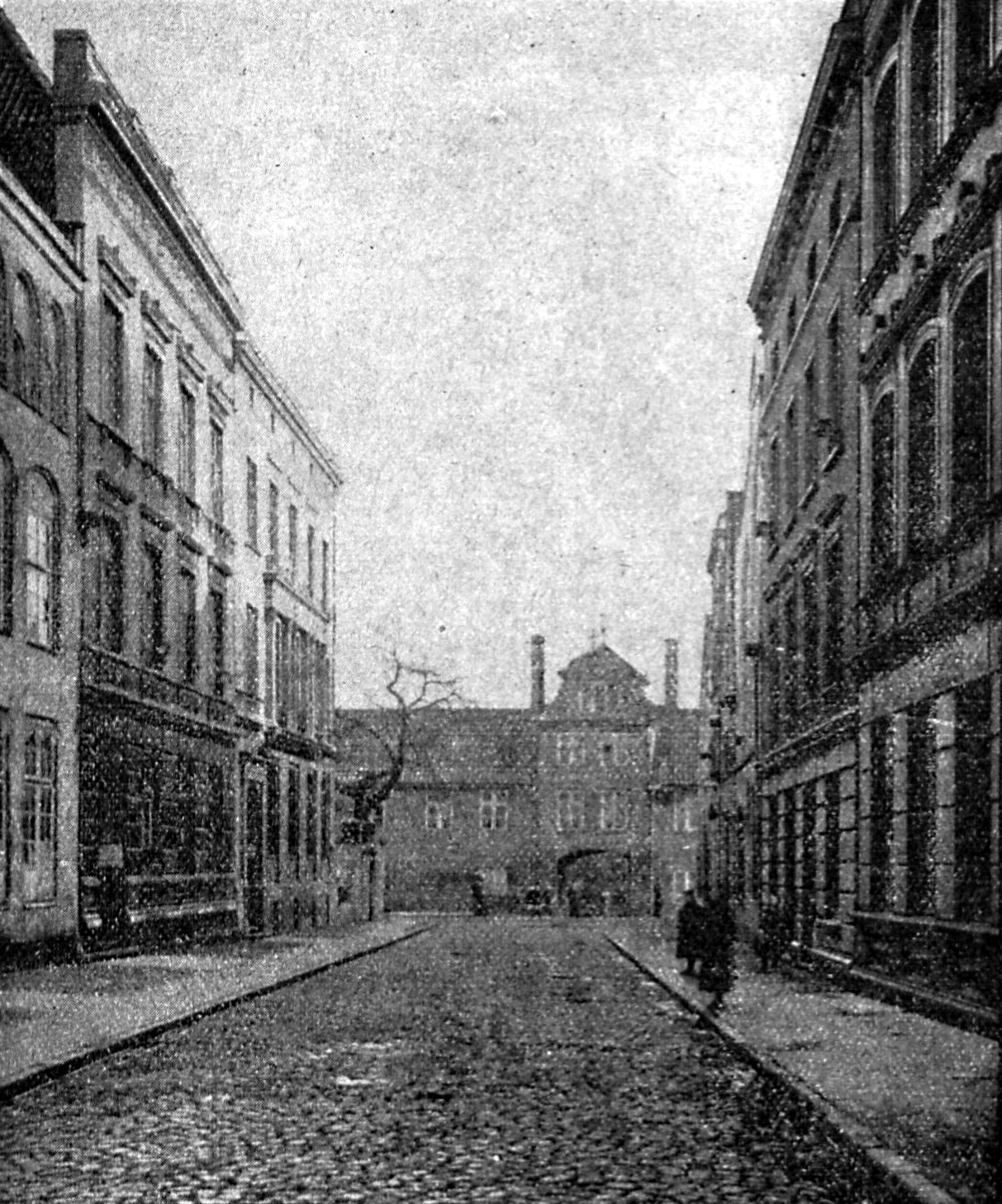
Die untere Johannisstraße mit dem Mittelbau des niedergelegten Klosters

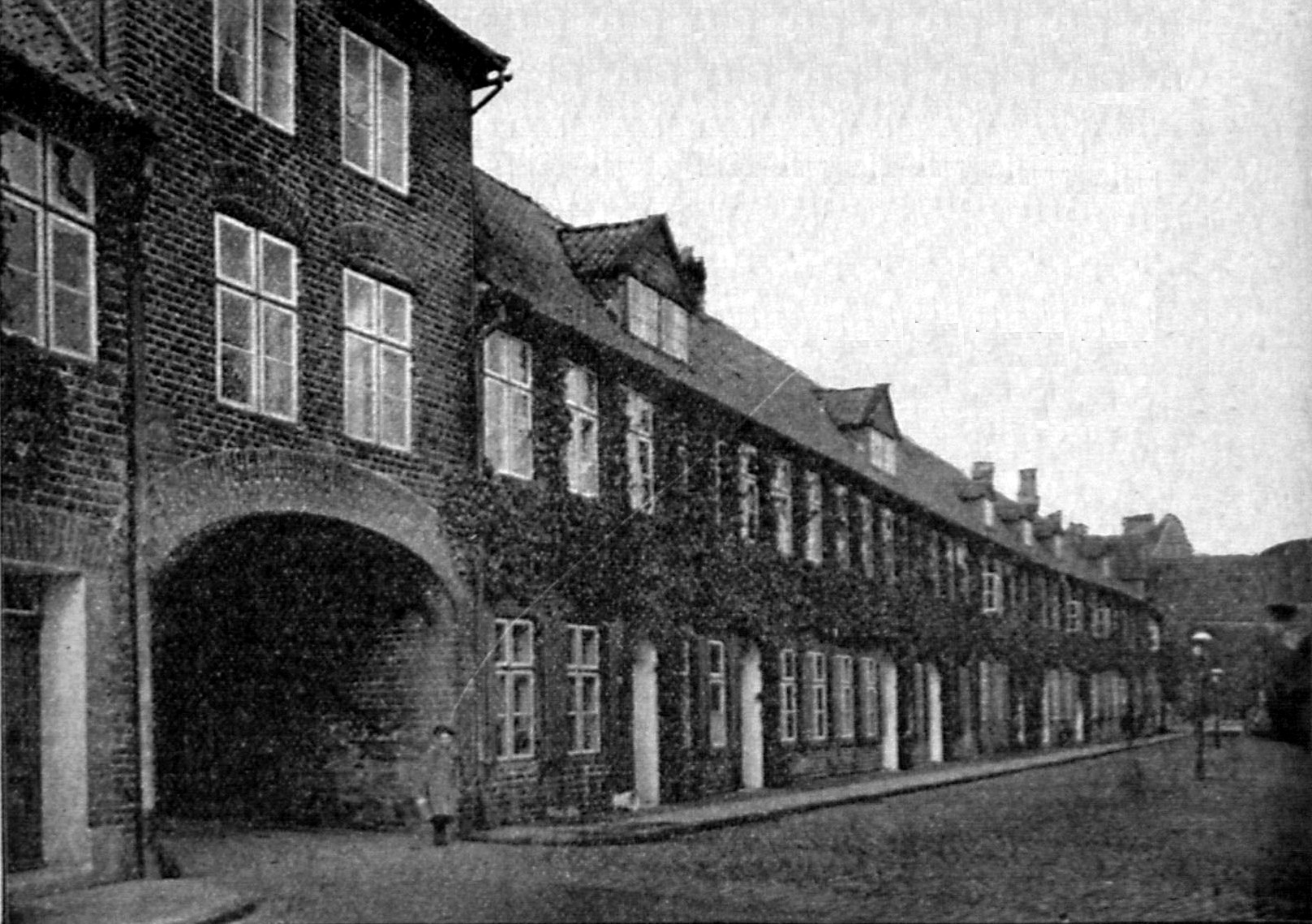
Einblick in den ersten Hofraum des 1903 niedergelegten Klosters

Torhaus des Johannisklosters (bis 1902)

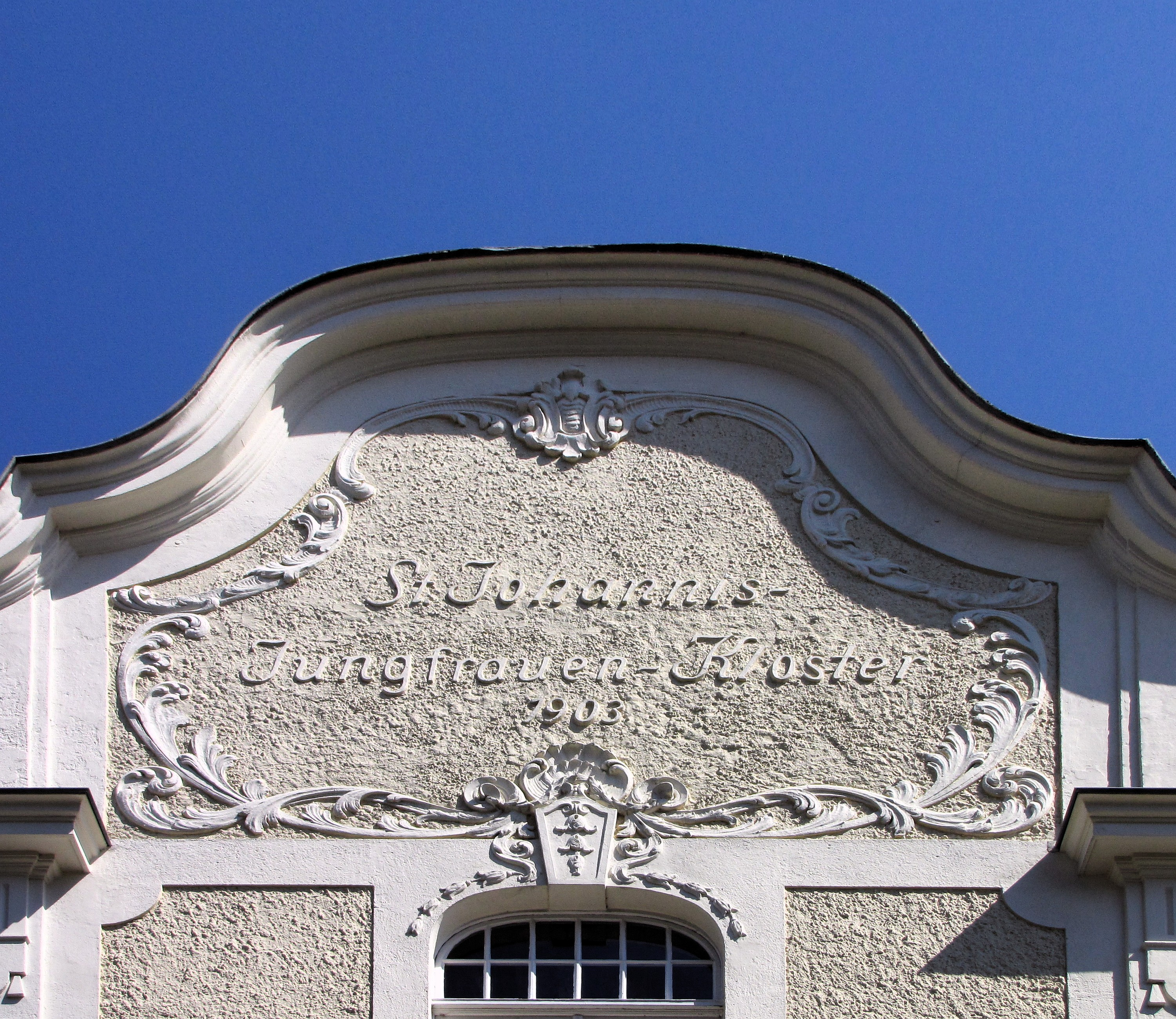
Gesims-Inschrift von 1903
(Dr.Julius-Leber-Straße)

Das St.-Johannis-Kloster in Lübeck wurde zur Zeit Heinrichs des Löwen durch Bischof Heinrich I. als Benediktinerkloster gegründet und 1177 dem Evangelisten Johannes geweiht. Es gehörte zur Diözese Lübeck. Nachdem es zwischenzeitlich ein Doppelkloster war, wurde es 1246 in ein Zisterzienserinnenkloster umgewandelt und nach der Reformation bis 1803 als Jungfrauenstift fortgeführt.

## Geschichtlicher Überblick

### Gründung
Im Jahr 1158 zwang der Sachsenherzog Heinrich der Löwe den Holsteiner Grafen Adolf II., ihm Lübeck abzutreten. Zwei Jahre später wurde der Bischofssitz aus dem entfernten und unbedeutend gewordenen Oldenburg in das rasch wachsende Lübeck verlegt. Auch Bischof Konrad war ein Anhänger des Sachsenherzogs, der auf dessen Pilgerfahrt 1172 in das Heilige Land starb. Der Mönch Heinrich des Benediktinerklosters St. Aegidien zu Braunschweig und ab 1162 dort Abt, wurde als engster Vertrauter Heinrich des Löwen zum Lübecker Bischof gewählt. Als er im Juni 1173 nach Lübeck kam, gab es in der Stadt die beiden Stadtkirchen St. Marien und St. Petri sowie einen aus Holz errichteten Dom. Ein Kloster existierte zu dieser Zeit in der Stadt noch nicht. Eine schnell an Bedeutung gewinnende mittelalterliche Stadt ist jedoch ohne ein Kloster kaum denkbar.
Bischof Heinrich bemühte sich daher um Mönche seines ehemaligen Klosters und begann mit dem Klosterbau. Am Aegidiustag, dem 1. September 1177, konnte er Kirche und Kloster konsekrieren. Seine Stiftung in Lübeck erhielt die gleichen Patrone wie das Kloster in Braunschweig: die Gottesmutter Maria, den Evangelisten Johannes, der als Hauptpatron dem neuen Kloster den Namen gab, Erzbischof Auctor und Aegidius. Die beiden letzteren wurden von dem Braunschweiger Benediktinerkloster übernommen.
Die wichtigsten Belege für die Gründung des Klosters sind die Gründungsurkunde des Bischofs Heinrich I. von Lübeck und Arnolds Slawenchronik.
Besetzt wurde das neugegründete Kloster mit Benediktinermönchen. In einer abschriftlich überlieferten, vom Abt und Konvent am 20. August 1283 ausgestellten Urkunde, wird ausdrücklich berichtet, dass die ersten Mönche aus Braunschweig kamen, Ecclesia beati Egidi in Bruswich, de qua originem traximus et tanquam a matre filia egressi et translati sumus.
Erster Abt wurde der Mönch Arnold aus St. Aegidien in Braunschweig, der mit einigen Mönchen, Büchern, Paramenten und anderem Lebensnotwendigen nach Lübeck übersiedelte und dort als Chronist Arnold von Lübeck bekannt wurde. 
Auf ausdrücklichen Wunsch Arnolds erhielt das Kloster von zwei Päpsten, 1191 vom Papst Coelestin III. und 1198 vom Papst Innozenz III., einen Schutzbrief und die Bestätigung aller Besitzungen. Die sich abzeichnenden Spannungen zwischen dem Bischof und der selbstbewussten Lübecker Bürgerschaft werden ihn wohl dazu veranlasst haben. Das Kloster stand in der Gunst des Bischofs, überstand die wechselnden politischen Situationen ohne Schaden und gewann rasch an Bedeutung und Besitz. Fast 40 Jahre leitete Abt Arnold das Kloster und seine Regierungszeit wurde in der Abtsliste gewürdigt.

### Doppelkloster
Vermutlich unter seinem Nachfolger Abt Gerhard I. nahm man auch Nonnen ins Kloster auf. Die Benediktinermönche hatten danach Schwierigkeiten, ein den Ordensregeln entsprechendes Leben zu führen. Die Disziplinlosigkeit im Kloster wurde 1245 mit dem Herumtreiben der Mönche in der Stadt begründet. Aber nicht nur das Umherschweifen war für den Legaten Albrecht ein Beweis mangelnder Klosterzucht. Auch das Zusammenleben mit den Nonnen soll 1246 zu dem üblen Ruf beigetragen haben. Die dem Kloster gemachten Vorwürfe wegen des Zusammenlebens mit den Nonnen dürfte nicht der alleinige Grund für die spätere Verlegung gewesen sein.
Die Missstände dieses Doppelklosters wusste im Detail erst das 18. Jahrhundert auszumalen.
Wie zahlreich der Adel im Konvent vertreten war, ist nicht festzustellen.
Nach dem Tode des Gründerbischofs Heinrich I. bemühten sich unter den Nachfolgern in Lübeck, die Bischöfe Berthold und Johann I. um eine Reform des Klosters. Schon 1231 bestätigte Erzbischof Gerhard II. von Bremen die Versetzung der Mönche wegen wirtschaftlicher und disziplinärer Schwierigkeiten. Am 2. Januar 1245 beurkundete Bischof von Lübeck die Trennung des zu einem Doppelkloster gewordenen St.-Johannes-Klosters in Lübeck. Er verordnete die Versetzung der Mönche nach Cismar in Ostholstein und die Einführung von Zisterziensernonnen in das Lübecker Kloster. Die Einwilligungsurkunde datiert vom gleichen 2. Januar 1245. Bereits am 14. Januar 1245 bestätigte Erzbischof Gerhard II. von Bremen in seiner Eigenschaft als Metropolit die von seinem Bevollmächtigten, dem Dominikanerprior Ernst von Hamburg und dem Franziskanerbruder Graf Adolf IV. von Schaumburg sowie vom Bischof Johann von Lübeck angeordnete Versetzung der Mönche nach Cismar. Abt Johannes I. und ein Teil des Konvents zogen nach Cismar und begannen dort das neue Kloster zu bauen. 
Die Differenzen wegen der endgültigen Räumung des Lübecker Klosters mit der verbliebenen Gruppe opponierender Mönche zogen sich noch zwei Jahre hin. Erst 1247 scheinen alle Mönche Lübeck verlassen zu haben.
Das St.-Johannes-Kloster mit den drei verbliebenen Zisterziensernonnen wurde ab 1245 von der ersten Äbtissin Clementina nach der Zisterzienser-Observanz geleitet und behielt das Patrozinium des Apostels und Evangelisten Johannes.
Auch bei der Teilung des Besitzes zwischen dem Nonnenkonvent und dem Mönchskloster gab es über Jahre hartnäckigen und langwierigen Verhandlungen.

### Verlegung des Mönchskonvents
Die Versetzung des Mönchskonvent des St. Johannesklosters von Lübeck nach Cismar ging nicht ohne Schwierigkeiten vor sich. Es kam zu einem Rechtsstreit, einerseits um die Rechtmäßigkeit dieser Verlegung, anderseits um die Entschädigung der nach Cismar versetzten Mönche durch die in das Lübecker St. Johanneskloster eingezogenen Nonnen des Zisterziensersordens.
1231 wurde erstmals davon berichtet, doch erst 1238 beurkundete Graf Adolf IV. von Holstein die Übertragung des Ortes Cismar an die Mönche. Als Gründe für die Verlegung wurden die Disziplinlosigkeit der Mönche, der Verfall der weltlichen Güter, die hohen Lebenshaltungskosten in der für ein mönchisches Leben wenig geeigneten Stadt und die Uneinigkeit mit dem Lübecker Rat genannt.
Nach dem Tode von Bischof Johann von Lübeck erreichten 1250 die Mönche durch Appellation an den Papst Innozenz IV. eine neue Untersuchung ihrer Versetzungsangelegenheit. In einer Konfirmationsbulle bestätigte der Apostolische Delegat Erzbischof Suerbeer von Livland, Estland und Preußen am 25. Oktober 1251 alle Entscheidungen über die Versetzung der Benediktiner nach Cismar, die Umwandlung des Klosters zu Lübeck in ein Zisterziensernonnenkloster und die Trennung der Klostergüter. Bemerkenswert war, dass ein Teil des Lübecker Domkapitels sich offen auf die Seite der Mönche stellte. Diese Domherren wurden 1254 von Erzbischof Albert, dem Verweser des Lübecker Bistums, zusammen mit dem Cismarer Konvent mit dem Kirchenbann belegt. Unter den Gebannten waren der Domscholaster Johannes, der Domherr Otto und der Domkanoniker Pylatus. Der Domscholaster Johannes gehörte zu der in Gegensatz zu Adolf IV. stehenden Holsteiner Ritterfamilie von Tralau und war ab 1259 Bischof zu Lübeck. Der Domherr Otto war möglicherweise ein Lübecker Patriziersohn aus der Familie Bocholt, vermutlich stand er von Anfang an auf der Seite der Benediktiner.

### Wirtschaftliche Verhältnisse
Um 1183 beurkundete Abt Arnold die Bedingungen, unter denen einige von Bischof Heinrich I. aus eigenen Mitteln für das Kloster gekaufte Grundstücke übertragen wurden. Die Neugründung wurde zunächst mit etwa 30 Hufen Land vom Ortsbischof ausgestattet.
Graf Adolf III. von Holstein verkaufte 1195 dem Kloster das Dorf Lugendorp und den Wald Grunswedighe. Da gegen Ende des 12. Jahrhunderts das Land um Lübeck in festem Besitz war, mühte sich das Johanneskloster um Land in Wagrien. 1201 erwarb Abt Arnold vom Grafen Arnold III. Kassedorf, während Graf Albert von Holstein das Dorf Kükelühn schenkte. Heinrich Burwin von Mecklenburg verkaufte den Mönchen das Dorf Schmakentin mit allem Recht und Nutzen und schenkte noch das Dorf Krempin. Um 1219 verkaufte dann Bischof Brunward von Schwerin dem Lübecker Kloster die Hälfte des Zehnten aus den Dörfern Krempin und Schmakentin. So kam im Laufe der Jahre auch Besitz in Mecklenburg hinzu.
Das Kloster besaß auch in Lübeck Mühlen- und Fischereirechte sowie Land in der Nähe der Stadt. Aber für die bereits 1231 angeordnete Verlegung des St.-Johannes-Klosters ist die Übertragung des Dorfes Sycima (Cismar) auf das Lübecker Benediktinerkloster besonders bedeutsam. Ermöglicht wurde das durch einen Tauschvertrag zwischen Abt Johannes und dem Grafen Adolf IV. von Holstein. Vom Landesherren erhielt das Kloster die hohe und niedere Gerichtsbarkeit über die Gebiete in Wagrien.
Die meisten der reichhaltigen Besitzungen im Umland wie die heutigen Lübecker Ortsteile Wulfsdorf, Beidendorf, Blankensee und Dummersdorf, Herrenwik, Kückenitz, Pöppendorf, Siems, Rönnau, Waldhusen, die Hälfte von Teutendorf im Travemünder Winkel sowie die Dörfer Utecht und Schattin am Ostufer des Ratzeburger Sees wurden ab 1815 durch die Stadt als Stadtstiftsdörfer verwaltet.
Der Forstbesitz des Klosters wurde durch eine eigene Oberförsterei vom Forsthaus Waldhusen aus verwaltet.

### Baulichkeiten
Als die Übersiedlung der Benediktiner nach Cismar begann, hatten sie in Lübeck den Westteil der Klosterkirche St. Johann nahezu fertiggestellt. Es war eine 53 Meter lange, dreischiffige Basilika mit Langhaus in gebundenem System, einem Mittelschiff von drei Jochen Länge und einem Querhaus. Der Chor und die Nebenchöre waren durch Apsiden geschlossen. Über weitere Klosterbauten ist nichts bekannt.
Die Belegung des verwaisten St.-Johannes-Kloster ab 1245 mit Zisterzienserinnen brachte auch bauliche Maßnahmen mit sich. Die romanischen Apsiden wurden abgebrochen und durch einen trapezförmigen Chor ersetzt. Die niedrigen Seitenschiffe erhöhte man und brachte sie mit dem Mittelschiff unter ein gemeinsames Dach. Da es keinen Turm gab, setzte man einen Dachreiter mit einem Laternendach über das Joch der Westseite, was Diebel in seinem Holzschnitt von 1552 deutlich fixierte.
Die meisten Klostergebäude mitsamt der romanischen dreischiffigen Klosterkirche wurden 1805/1806 abgerissen. Während dabei fast die gesamte Ausstattung verlorenging, wurde die Orgel in der Kirche von Groß Grönau wieder aufgebaut. Der Altar von 1709 kam nach Oldesloe in den Soherrschen Neubau der Peter-Paul-Kirche von 1757/64, wo er anlässlich einer umfassenden Renovierung 1960 weitgehend zerstört wurde.
Für das Johanneskloster und seine Kirche sind 48 mittelalterliche Grabplatten überliefert, von denen eine von 1396 im Stiftsgarten an der nördlichen Mauer aufgestellt erhalten war, aber derzeit nicht nachweisbar ist. Die restlichen sind bis auf acht definitiv abgängig. Drei Exemplare wurden beim Abbruch der Klosterkirche 1806 bis 1809 nach Schloss Bothmer verkauft und sind dort in der Grablege der Familie von Bothmer auf dem Neuen Friedhof in Klütz aufgestellt, eine befindet sich auf dem Schulhof des Johanneums zu Lübeck und die restlichen im St.-Annen-Museum in Lübeck. Auf zwei nicht erhaltene Grabsteine für je drei Schwestern, die alle Nonnen des Klosters waren, bezieht sich jeweils eine in der Rehbein-Chronik überlieferte Lübsche Sage, die deren gewaltsames Ende thematisiert.

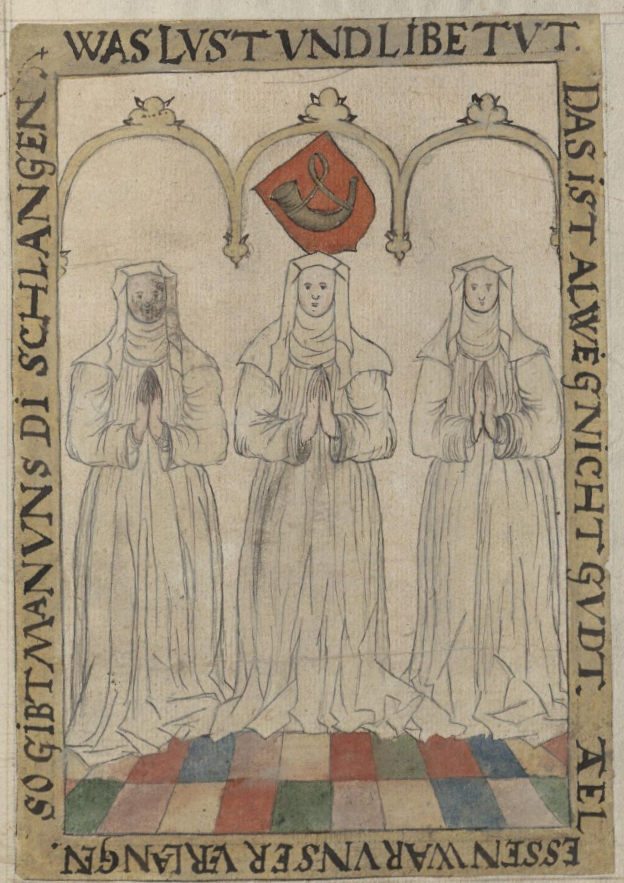
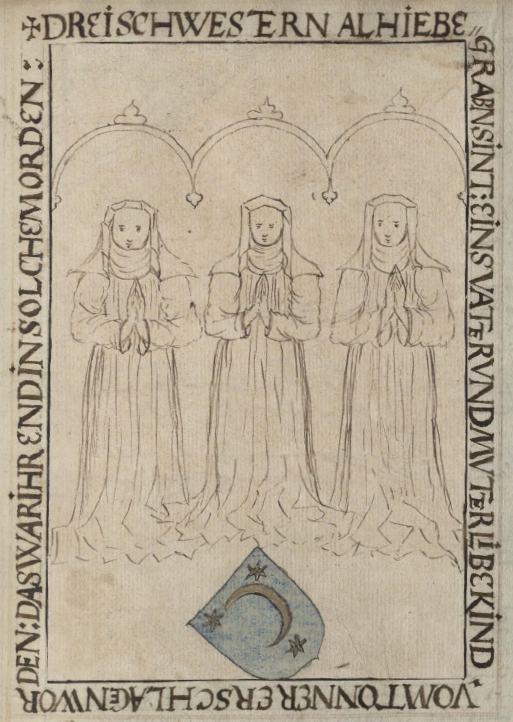

### Evangelisches Damenstift
Nach der Reformation blieb das Kloster als Stift für ledige Frauen unter dem Namen Stiftung St. Johannes-Jungfrauenkloster bestehen und beanspruchte gegenüber dem Rat der Stadt die Reichsunmittelbarkeit, die es bis zum Reichsdeputationshauptschluss 1803 auch faktisch besaß. Nach Verstaatlichung wurde das Kloster ab 25. Februar 1803 als eine städtische Einrichtung geführt. Schon am 4. Januar 1804 übernahm der Lübecker Rat das gesamte Inventar und veräußerte es.

### Weitere Nutzung

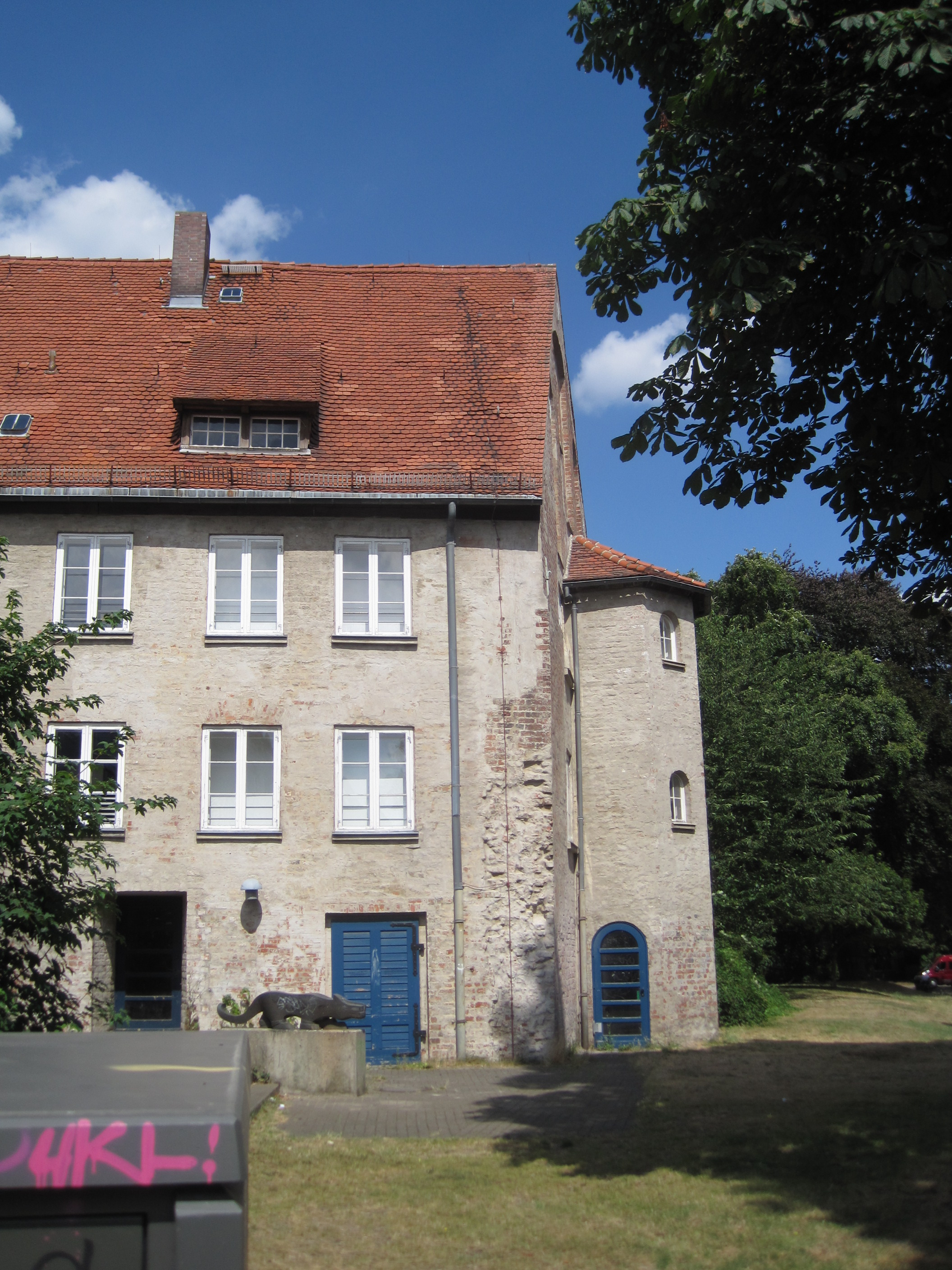
Refektorium des Johannisklosters

Um 1900 wurde das große Klostergrundstück geteilt. Auf dem nördlichen Teil wurde bis 1906 das Gymnasium Johanneum und die „neue“ Hauptfeuerwache errichtet. Das Gymnasium nutzt heute das verbliebene mittelalterliche Refektorium des ehemaligen Klosters für die Musikerziehung.
Gegenüber dem Johanneum, auf der anderen Straßenseite der damals durch das Klostergelände weitergeführten Johannisstraße (heute Dr.-Julius-Leber-Straße) wurde 1903/1904 ein Neubau mit 43 Altenwohnungen errichtet unter dem Namen St.-Johannes-Jungfrauen-Stift, das die Tradition des Klosters als städtisches Altersheim fortführt. Neben einer Dampfmühle entstand die Hauptfeuerwache, die in den allerletzten Rest des Johannesklosters einzog, einem Flügel des Sommerrefektoriums. Rundbogige Friese aus grünglasierten Formsteinen zeugen noch von romanischer Herkunft.

## Äbte und Äbtissinnen von St. Johannes
Namen und Jahreszahlen bezeichnen die urkundlich nachweisbare Erwähnung als Abt oder Äbtissin
- 1177–1213 Arnold von Lübeck
- 1214–1217 Gerhard I.
- 1219–1246 Johannes I.

- 1245-? Clementina
- - 1296 Alberg Helle[17]

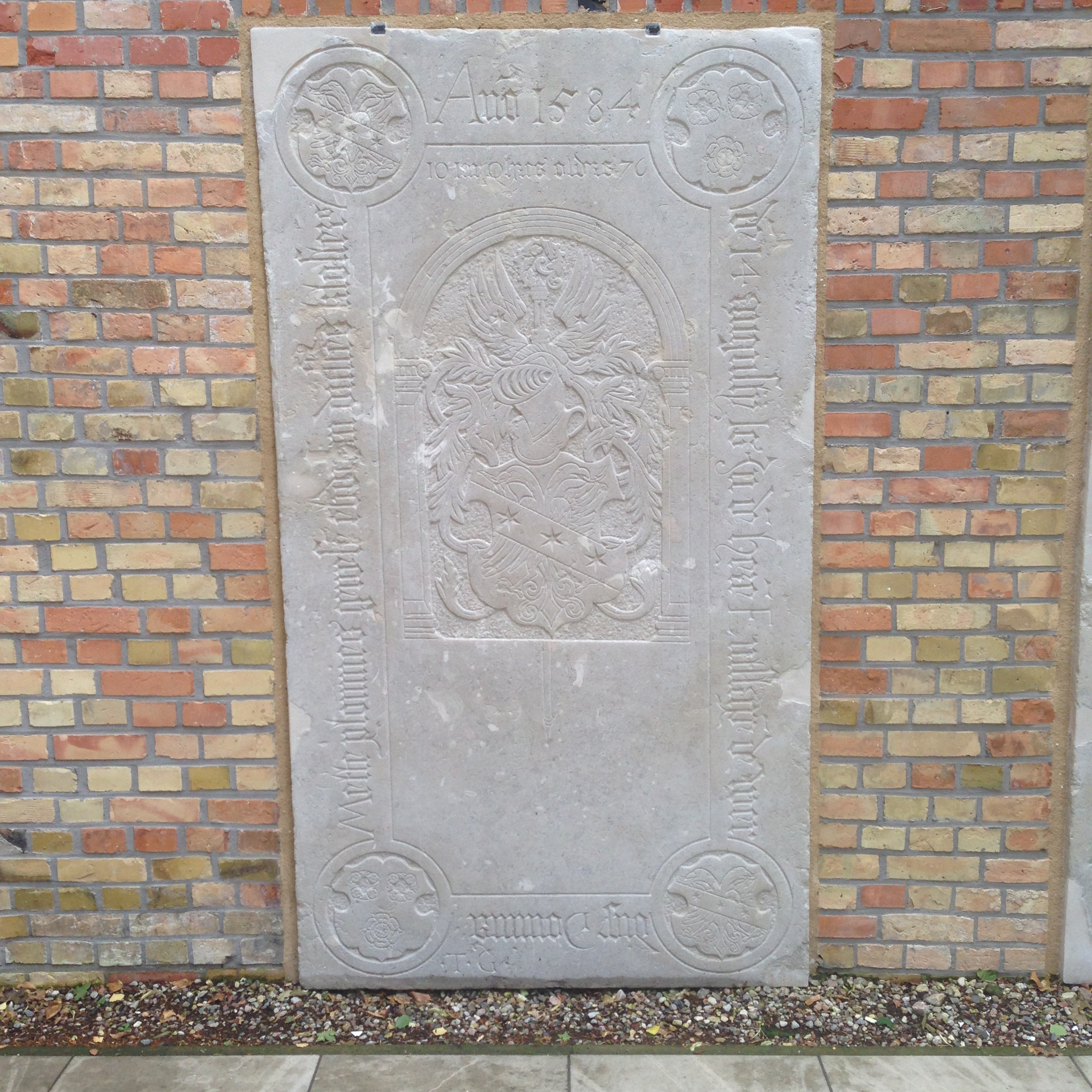
Grabplatte der Äbtissin Plönnies in Klütz

- - 1309 Windelburg de Ponte (von der Brügge)[18]
- - 1335 Adelheid Morum[19]
- - 1347 Kunigunde von Bremen[20]
- - 1348 Ida Vorrade[21]
- - 1370 Hildegund Güstrow[22]
- - 1401 Mechthild Wulf[23]
- - 1404 Gertrud Safferan[24]
- - 1417 Windelburg Pleskow[25]
- - 1449 Gertrud Slüters[26]
- - 1475 Elisabeth Kröpelin[27]
- - 1502 Heilwig Saling[28]
- - 1516 Gertrud Hoveman[29]

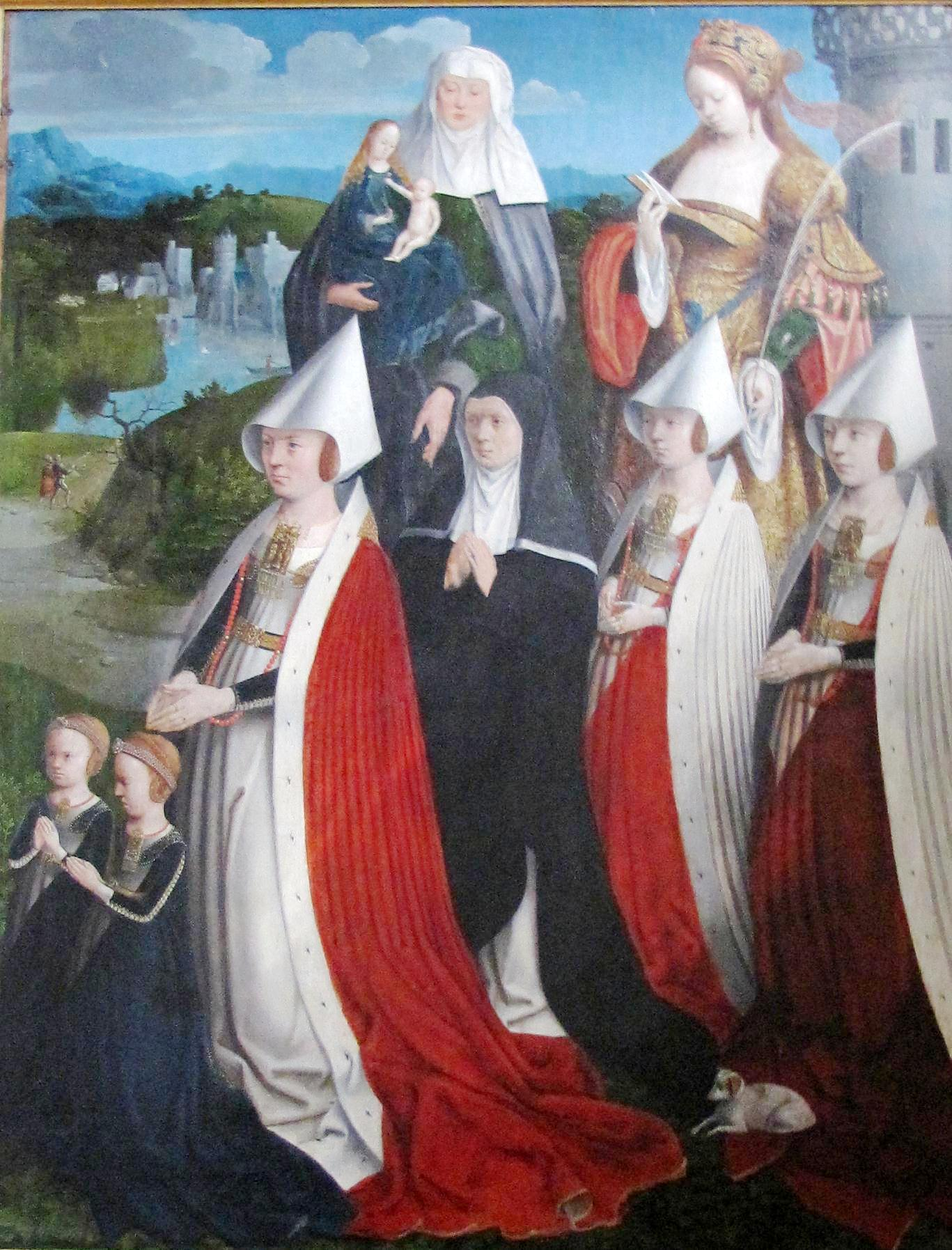
Adelheid Brömse mit ihrer Mutter und ihren Schwestern (1515)

- 1517–1538 Taleke/Adelheid Brömse (* 1471),[30] Tochter des Lübecker Bürgermeisters Heinrich Brömse. Unter Berufung auf die Reichsunmittelbarkeit des Klosters wendete sie in der Reformationszeit dessen Aufhebung ab.
- - 1552 Christina von Kempen[31]
- - 1569 Elisabeth Salige,[32] Tochter des Lübecker Ratsherrn Johann Salige
- - 1584 Mette/Mathilde Plönnies (1508–1584),[33] Tochter des Lübecker Bürgermeisters Hermann Plönnies
- 1584–1619 Magdalena Tegetmeyer[34]
- 1663 Hardeke Henninges
- 1728–1740 Elsabe Hasenhart (1693–1740)

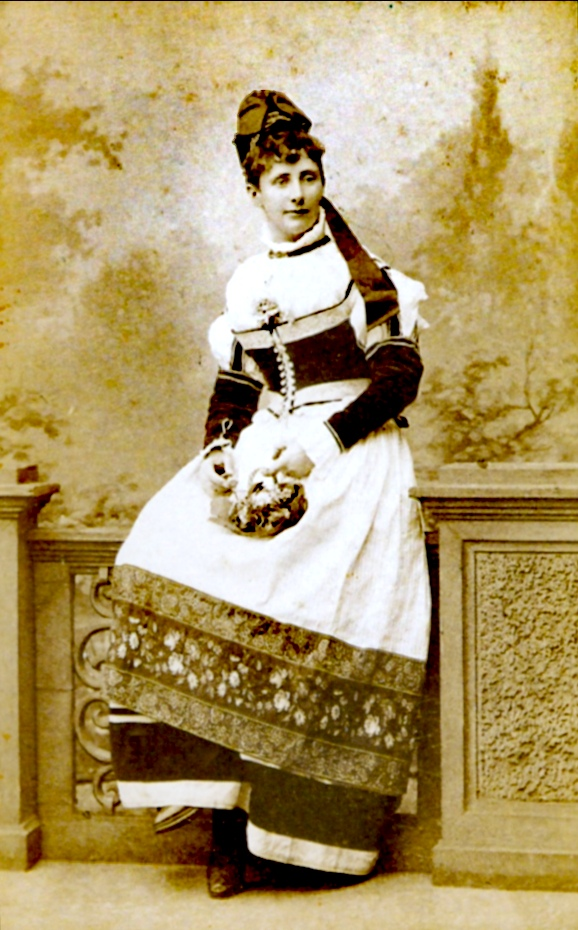
Olga Rodde, letzte Lübecker Angehörige der Familie Rodde und Seniorin des St. Johannis-Jungfrauenstifts